# Chaetanthera
Chaetanthera är ett släkte av korgblommiga växter. Chaetanthera ingår i familjen korgblommiga växter.

## Dottertaxa tillChaetanthera, i alfabetisk ordning[1]
- Chaetanthera acerosa
- Chaetanthera acheno-hirsuta
- Chaetanthera apiculata
- Chaetanthera australis
- Chaetanthera boliviensis
- Chaetanthera brachylepis
- Chaetanthera chilensis
- Chaetanthera chiquianensis
- Chaetanthera ciliata
- Chaetanthera cochlearifolia
- Chaetanthera delicatula
- Chaetanthera dioica
- Chaetanthera elegans
- Chaetanthera eryngioides
- Chaetanthera euphrasioides
- Chaetanthera flabellata
- Chaetanthera flabellifolia
- Chaetanthera glabrata
- Chaetanthera glandulosa
- Chaetanthera gnaphalioides
- Chaetanthera incana
- Chaetanthera kalinae
- Chaetanthera lanata
- Chaetanthera leptocephala
- Chaetanthera limbata
- Chaetanthera linearis
- Chaetanthera linifolia
- Chaetanthera lycopodioides
- Chaetanthera microphylla
- Chaetanthera minuta
- Chaetanthera moenchioides
- Chaetanthera pentacaenoides
- Chaetanthera perpusilla
- Chaetanthera peruviana
- Chaetanthera planiseta
- Chaetanthera polymalla
- Chaetanthera pulvinata
- Chaetanthera pusilla
- Chaetanthera renifolia
- Chaetanthera revoluta
- Chaetanthera serrata
- Chaetanthera spathulifolia
- Chaetanthera sphaeroidalis
- Chaetanthera splendens
- Chaetanthera stuebelii
- Chaetanthera tenella
- Chaetanthera valdiviana
- Chaetanthera villosa